# Ленард (лунный кратер)
Кратер Ленард (лат. Lenard) — крупный ударный кратер в области северного полюса на обратной стороне Луны. Название присвоено в честь немецкого физика Филиппа фон Ленарда (1862—1947) и утверждено Международным астрономическим союзом 30 октября 2008 г.  

## Описание кратера

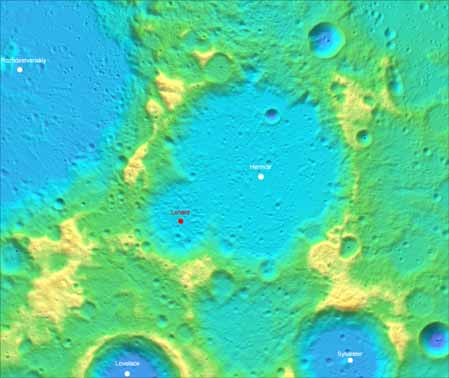
Визуализация замеров лазерного альтиметра зонда Lunar Reconnaissance Orbiter.

Кратер Ленард частично перекрывает юго-западную часть кратера Эрмит. Другими его ближайшими соседями кратера являются кратер Рождественский на западе; кратеры Эпинус и Хиншелвуд на севере; кратер Гор на северо-востоке; кратер Гриньяр на востоке; кратер Хабер на юго-востоке и кратер Лавлейс на юге. Селенографические координаты центра кратера 85°11′ с. ш. 109°41′ з. д. / 85,19° с. ш. 109,69° з. д., диаметр 47,7 км, глубина 2,3 км.
Кратер Ленард имеет циркулярную форму и значительно разрушен. Вал сглажен, перекрыт множеством мелких кратеров, северо-восточная часть вала полностью разрушена соединяя чашу кратера Ленард с чашей кратера Эрмит. Высота вала над окружающей местностью достигает 1080 м, объем кратера составляет приблизительно 1600 км³. Дно чаши пересеченное, без приметных структур, за счет близости к северному полюсу практически всегда находится в тени.

## Сателлитные кратеры
Отсутствуют.

## См.также
- Список кратеров на Луне
- Лунный кратер
- Морфологический каталог кратеров Луны
- Планетная номенклатура
- Селенография
- Минералогия Луны
- Геология Луны
- Поздняя тяжёлая бомбардировка